# Ульянов, Сергей Александрович
Сергей Александрович Ульянов (1903 — 1970) — специалист в области электротехники, основатель московской школы инженерных методов анализа электромагнитных переходных процессов в энергосистемах. Доктор физико-математических наук, профессор. Заведующий кафедрой «Электрических станций» (1950-1965) Московского энергетического института (МЭИ). Заслуженный деятель науки и техники РФ.

## Биография
Сергей Александрович Ульянов родился в 1903 году. Учась в школе, подрабатывал в одном из ВУЗов техником и чертежником. В 1927 году окончил Московской высшее техническое училище им. Н. Э. Баумана (ныне Московский государственный технический университет имени Н. Э. Баумана). С 1925 года работал в системе МОГЭС (Мосэнерго), где до 1934 года был дежурным диспетчером, потом — заместителем главного диспетчера, руководил разработками методик управления энергосистемами, занимался оснащением диспетчерских пунктов энергосистем и др.
После окончания МВТУ им. Н. Э. Баумана продолжил образование в аспирантуре училища, с 1929 года работал ассистентом. В 1930 году перешел на работу в Московский энергетический институт (МЭИ) на кафедру электрических станций. Занимался вопросами коротких замыканий в электрических сетях — на кафедре в это время вопросы КЗ были выделены в отдельную дисциплину.
В 1931 году получил ученое звание доцента МЭИ, а в 1937 году — ученую степень кандидата технических наук. С 1946 года работал на должности заместителя заведующего кафедрой, а с 1950 по 1965 год был заведующим кафедрой «Электрические станции». Под руководством Сергея Александровича Ульянова на кафедре была создана лаборатория, занимающаяся изучением электрических токов короткого замыкания, оснащена учебная электрическая станция. В 1962 году получил ученое звание профессора. В эти годы С. А. Ульянов написал монографию «Электромагнитные переходные процессы», которая была защищена им в качестве докторской диссертации. Позднее вышел учебник под тем же названием.
В МЭИ Сергей Александрович Ульянов работал над методикой преподавания дисциплин кафедры, занимался организацией учебного процесса, создал курсы «Переходные процессы в энергетических системах» и «Токи короткого замыкания», принимал участие в разработке «Правил устройства электроустановок». Группа специалистов кафедры электрических станций — А. Б. Чернин, Н. Ф. Марголин, С. В. Страхов, С. А. Ульянов совместно с институтом Теплоэлектропроект в 1944 году разработали «Руководящие указания по расчету токов короткого замыкания», применявшиеся в практике проектных и эксплуатационных организаций.
Профессор С. А. Ульянов работал по совместительству также заведующим кафедрой «Электрические станции» Всесоюзного заочного политехнического института. С. А. Ульянов является автором более 40 печатных работ, под его руководством в МЭИ были подготовлены и защищены восемь кандидатстких диссертаций.
Похоронен на Введенском кладбище (12 уч.).

## Награды и звания
- Государственная премия СССР.
- Орден Трудового Красного Знамени.
- Четыре медали.

## Труды
- Электромагнитные переходные процессы. Учебник для электротехнических и энергетических вузов и факультетов. Москва: Издательство «Энергия», 1970.